# Liste de réactions chimiques
Liste des réactions chimiques par ordre alphabétique.
- Haut – A
- B
- C
- D
- E
- F
- G
- H
- I
- J
- K
- L
- M
- N
- O
- P
- Q
- R
- S
- T
- U
- V
- W
- X
- Y
- Z

## A
- Acétalisation
- Acylation
- Réaction d'Adamkiewicz
- Addition électrophile
- Aldolisation (ou réaction aldol)
- Réarrangement d'Amadori
- Amination réductrice
- Réaction d'Arbusov

## B
- Réarrangement de Baeyer-Villiger
- Réaction de Baudoin-Lewin (voir Glucose)
- Réarrangement de Beckmann
- Réactions Belousov-Zhabotinsky
- Méthode de Bertrand (voir Glucose)
- Réaction du biuret
- Réaction de Biginelli
- Réaction de Blaise
- Synthèse des cétones de Blaise (en)
- Réaction de Blanc
- Réaction de Bohn et Schmidt
- Équilibre de Boudouard
- Synthèse d'aldéhyde de Bouveault
- Réduction de Bouveault et Blanc
- Réaction de von Braun

## C
- Cycle de Calvin
- Réaction de Cannizzaro
- Réaction de Chichibabin
- Réaction de Chugaev
- Combustion
- Condensation de Claisen
- Réduction de Clemmensen
- Réaction concertée
- Élimination de Cope
- Réarrangement de Cope
- Réarrangement de Claisen

## D
- Réaction de Darzens
- Réarrangement de Demjanov (en)
- Réactions diazoïques
- Condensation de Dieckmann
- Réaction de Diels-Alder

## E
- Réaction élémentaire
- Élimination
- Réaction d'Eschweiler-Clarke
- Estérification
- Réaction par étapes

## F
- Réaction de Fehling
- Fermentation
- Synthèse de Fischer de l'indole
- Réaction de Forster
- Acylation de Friedel-Crafts
- Alkylation de Friedel-Crafts

## G
- Réaction de Gabriel
- Réaction de Gattermann
- Réaction de Gattermann-Koch
- Glycolyse
- Réaction de Gomberg-Bachmann
- Réaction de Grignard

## H
- Réaction d'Hagedorn-Jensen (voir Glucose)
- Réaction de l'haloforme
- Réaction de Hell-Volhard-Zelinsky
- Réaction de Hinsberg
- Élimination de Hofmann
- Réaction de Hunsdiecker
- Réaction de Hurtley
- Hydrosilylation

## I
- Réaction de l'indophénine
- Réaction isodesmique

## K
- Condensation de Knoevenagel
- Électrolyse de Kolbe
- Réaction de Kolbe
- Cycle de Krebs
- Réaction de Kulinkovich
- Réaction de Kulinkovich-de Meijere
- Réaction de Kulinkovich-Szymoniak

## L
- Réaction de Liebermann

## M
- Réaction de Maillard
- Réaction de Mannich
- Réaction de Meerwein
- Réaction d'addition de Michael
- Réaction de Millon
- test du miroir d'argent
- Réaction de la murexide

## N
- Réaction de Nef

## O
- Oxydation
- Réaction d'oxydoréduction
- Oxydation et réduction en chimie organique

## P
- Réaction de Pauly
- Réaction péricyclique
- Réaction de Perkin
- Photosynthèse
- Réaction de Pinner
- Réaction de Prins

## R
- Réaction de Reimer-Tiemann
- Réaction de Réformatski
- Réaction de Ritter
- Réduction
- Respiration cellulaire

## S
- Réaction de Sandmeyer
- Saponification
- Réaction de Schiemann
- Réaction de Schotten-Baumann
- Réaction de Seliwanoff
- Réaction de Simmons-Smith
- Substitution électrophile aromatique
- Substitution nucléophile
- Réaction de Stobbe
- Oxydation de Swern

## T
- Réaction de Tollens
- Réaction de Thorpe-Ziegler
- Réarrangement de Tiffeneau-Demjanov (en)
- Réaction triple alpha
- Transestérification
- Réaction de Tschugaeff

## U
- Réaction d'Ullmann

## V
- Réaction de Voges-Proskauer

## W
- Réaction de Weermann
- Synthèse de Williamson
- Réaction de Wittig
- Synthèse de Wöhler
- Réaction de Wolff-Kishner
- Réaction de Wurtz

## X
- Réaction xanthoprotéique